# Lac Kamista Atikamekoskak
Lac Kamista Atikamekoskak är en sjö i Kanada.   Den ligger i regionen Mauricie och provinsen Québec, i den östra delen av landet, 400 km norr om huvudstaden Ottawa. Lac Kamista Atikamekoskak ligger 425 meter över havet. Arean är 0,54 kvadratkilometer. Den sträcker sig 1,4 kilometer i nord-sydlig riktning, och 1,8 kilometer i öst-västlig riktning.
I omgivningarna runt Lac Kamista Atikamekoskak växer i huvudsak blandskog. Trakten runt Lac Kamista Atikamekoskak är nära nog obefolkad, med mindre än två invånare per kvadratkilometer.